# Melikgyugh
Melikgyugh (in armeno Մելիքգյուղ?, anche chiamato Melik'gyugh e Melikgyukh; precedentemente Melikkend e Melik-Kendi) è un comune dell'Armenia di 1 173 abitanti (2010) della provincia di Aragatsotn.